# سرود کرکوی

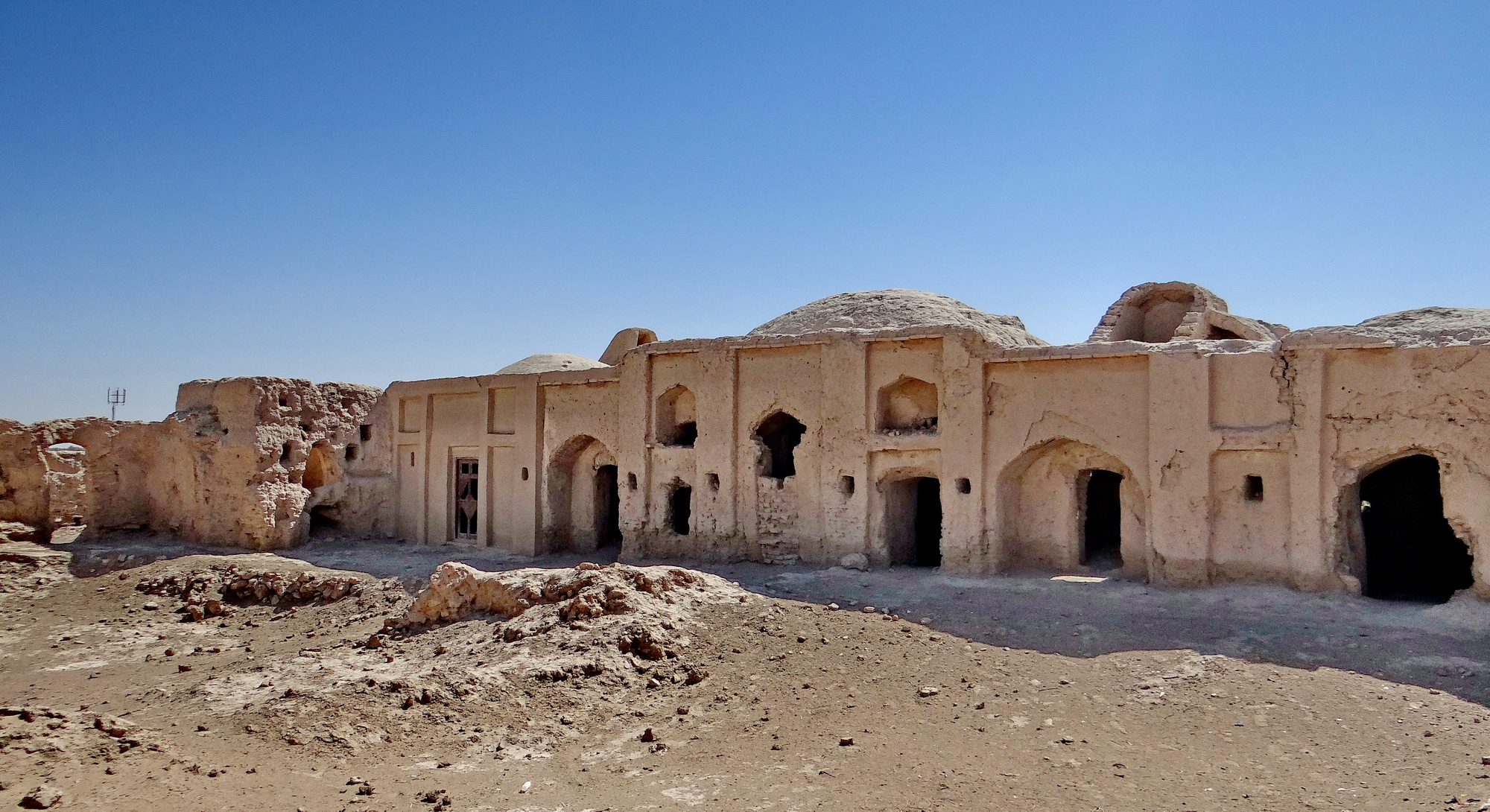
آنچه از بنای آتشکده‌ی کرکویه در سیستان باقی مانده.

سرود کَرْکُوی، سروده‌ای شش‌هجایی به فارسی است که در برگه‌های آغازین دستنوشته‌ای که با نام تاریخ سیستان شناخته می‌شود آمده، و به گمانی از کهنترین نمونه‌های شعر فارسی به گویش سیستانی است.
نگارنده‌ی ناشناس نویسه، سرود را زیر داستانی از پیدایش آتش کَرکُوی، و در توضیح باورهای زرتشتیان درباره‌ی آن آتش، به نقل از آن‌ها آورده. در بازگفت او از این داستان، افراسیاب شاه توران، در پیِ شکست از کیخسرو، به دژ بُنکوه در سیستان پناه می‌برد. در آنجا با جادوی خود، تاریکیِ فراگیری گرداگرد بارو پدید می‌آورد که کیخسرو از ورود به آن باز می‌ماند. شاه، به نیایشگاهِ گَرشاسپ در سیستان می‌رود و جامه‌ی نیایش به تن می‌کند. ایزد در پاسخ به نیایش او، روشنایی‌ای پدید می‌آورد که تاریکی در برابر آن ناچیز می‌شود. کیخسرو و رستم دژ را به آتش می‌کشند و افراسیاب می‌گریزد. نگارنده، آتشِ آتشگاه کرکویه را آن روشنایی می‌داند که پدیدار شد که (به گفته‌ی او) زرتشتیان آنرا به گواهِ سرود کرکوی، «هوش گرشاسپ» می‌دانند.
متن تاریخ سیستان برای نخستین بار به کوشش و ویرایش محمد تقی بهار (ملک الشعرا) از روی تنها نسخهٔ خطی شناخته شدهٔ آن درخرداد ماه ۱۳۱۴ منتشر شد. در بازنشر آن، سرود کرکوی بدون تغییر و به همراه خوانشی پیشنهادی بر وزن «تناتنن تن-تن» از مصحح آمده: 
| نسخهٔ اصلی                                  | بازنشر | خوانش بهار | برگردان                |
| ------------------------------------------ | --- | --- | ---------------------- |
| تصویری از این دستنوشته تاکنون بازنشر نشده. | بیت فرخت بادا روش/ خُنیده گرشاسب هوش همی برست از جوش/ نوش کن می نوش دوست بداکوش/ بافرین نهاده گوش همیشه نیکی کوش/ دی گدشت و دوش شاها خدا یگانا، بافرین شاهی | - فُرُختهٌ باذا، روش/ خُنیذه گرشسپ، هوش همی پر است از، جوش/ انوش کن می، انوش. دوست بذا… آگوش/ به آفرین نه، گوش همیشه نیکی، کوش/ که دی گذشت و، دوش [الی آخر] | [ نیازمند منبع مستقل ] |

به گفته‌ی بهار، در نسخه‌ی خطی‌ای که او در دست داشته، رسم نگارش ذال معجم رعایت نشده بوده.